# Tutin
Tutin är en kommun i Sandžak-regionen i Serbien. Enligt 1991 års folkräkning hade den 34 631 invånare, varav 94,34 procent bosniaker och 4,34 procent serber och montenegriner. Staden med samma namn har 9 111 invånare. Enligt uppgifter från år 2002.